# Anatole Ndriamparany
Anatole Ndriamparany (sinh năm 1984) là một thủ môn bóng đá người Madagascar. Anh là thành viên của Đội tuyển bóng đá quốc gia Madagascar và FC Vesta.